# Château des Écherolles
Le château des Écherolles est un édifice situé à La Ferté-Hauterive, en France. 

## Localisation
Le château est situé au sud de la commune de La Ferté-Hauterive, dans le département de l'Allier, en région Auvergne-Rhône-Alpes, dans un vaste parc de 13 ha à proximité du cours de l'Allier.

## Historique
Jacques Cœur (1395-1456), riche commerçant dont la famille était originaire de Saint-Pourçain-sur-Sioule, argentier du roi Charles VII, possédait la terre des Écherolles, où un village de mariniers dominait le port de la Corde.
Au XVIe siècle, la famille Giraud des Écherolles en devient propriétaire. 
Le château est vendu comme bien national à la Révolution.
L'édifice est inscrit au titre des monuments historiques en 2003.